# 니하리촌 (이바라키현 니하리군 2006년)
니하리촌(新治村)은 이바라키현 니하리군에 속했고, 농업을 주체로 하는 촌이다. 현재의 쓰치우라시에 해당한다.

## 역사
- 1889년 4월 1일 - 정촌제 시행으로 후지사와촌, 도리데촌, 야마노쇼촌이 성립하였다.
- 1896년 3월 29일 - 야마노쇼촌을 편입하였다.
- 1938년 6월 1일 - 후지사와촌의 일부가 쓰치우라정에 편입하였다.
- 1955년 7월 27일 - 후지사와촌, 도리데촌, 야마노쇼촌이 대등 합병해 니하리촌이 되었다.
- 2006년 2월 20일 - 쓰치우라시에 편입되었다.

## 교통

### 도로
- 국도 제6호선